# Jean-Pierre Piat
Pour les articles homonymes, voir Piat (homonymie).
 (octobre 2019).
Si vous disposez d'ouvrages ou d'articles de référence ou si vous connaissez des sites web de qualité traitant du thème abordé ici, merci de compléter l'article en donnant les références utiles à sa vérifiabilité et en les liant à la section « Notes et références ».
Jean-Pierre Piat, 1er baron Piat, né le 6 juin 1774 à Paris et mort le 12 avril 1862 dans la même ville, est un général français de l’Empire.

## Biographie
Il entre comme sous-lieutenant le 10 janvier 1792 dans le 2e bataillon du 56e régiment d'infanterie, devenu 112e puis 88e demi-brigade d'infanterie de ligne, et sert à l'armée du Nord en 1792 et 1793. À la bataille de Nerwinde, il reçoit un coup de feu à la main droite. Lieutenant le 1er octobre 1793, il fait les guerres de l'an II à l'an IV à l'armée de Sambre-et-Meuse, passe à l'armée d'Italie et est nommé capitaine de grenadiers sur le champ de bataille le 16 mars 1797, pour sa conduite au passage du Tagliamento.
Sa demi-brigade fait partie de l'armée d'Orient en l'an VI. Il se signale à la bataille de Sedenian (Haute-Égypte) le 8 octobre 1798, et devient chef de bataillon le 28 novembre suivant. Blessé à l'affaire de Bénéhadi le 8 avril 1799, d'un coup de feu dans les reins, il est atteint d'une balle à la figure au siège du Caire. Il se trouve encore à la bataille livrée sous les murs d'Alexandrie le 21 mars 1801, et y reçoit une nouvelle blessure au genou droit. Le général en chef Bonaparte le nomme chef de brigade provisoire le 27 avril 1801.
Rentré en France au commencement de l'an X, la 88e va tenir garnison à Phalsbourg. Le 3 novembre 1803, le chef de brigade Piat, qui n'a pas été confirmé dans ce dernier grade, est cependant nommé major du 2e régiment de ligne et chevalier de la Légion d'honneur le 25 mars 1804.
Il fait les campagnes de la Grande Armée de l'an XIV à 1807, obtient la croix d'officier de la Légion d'honneur le 15 décembre 1808, et le 7 avril 1809, le grade de colonel du 85e régiment d'infanterie de ligne (ancien régiment suisse de Diesbach) qui est alors en Allemagne. Il sert en Russie, où il mérite le titre de baron de l'Empire le 16 décembre 1810, et en Saxe en 1813. Le 3 avril 1813, l'Empereur le nomme général de brigade et l'envoie à l'armée d'Italie.
Revenu en France en 1814, le roi le fait chevalier de Saint-Louis le 27 novembre de la même année. En 1815, il commande une brigade à la division Girard au 2e corps d'armée et est blessé le 16 juin 1815 à Ligny. Il reste en disponibilité jusqu'à son admission à la retraite, qui a lieu le 5 avril 1824.
Rappelé à l'activité après la Révolution de 1830, il commande en 1831 et 1832, le département du Var, obtient la croix de commandeur de la Légion d'honneur le 16 novembre 1832, et en 1833, le commandement des Hautes-Alpes où il reste jusqu'en 1837. Mis alors en non-activité à cette date, il entre dans la 2e section du cadre de l'état-major général, conformément à l'ordonnance du 28 août 1836, et obtient définitivement sa retraite.
La tentative de Boulogne d'abord, puis la révolution de 1848, lui font entrevoir la possibilité d'une restauration bonapartiste qu'il appelait de tous ses vœux. Il se met aussitôt à l'œuvre et participe à la fondation des journaux populaires : Le Napoléonien, le Petit Caporal, la Redingote grise, destinés à répandre les idées du prince Louis-Napoléon. Il est en outre le promoteur d'une société (plus tard Société du 10 Décembre) où entrent le maréchal Exelmans, le prince de la Moskowa, l'abbé Coquereau, Belmontet, Conneau, Ferdinand Barrot, Abbatucci, etc., qui prépare la quadruple élection du prince le 3 juin 1848, dans la Seine, l'Yonne, la Charente-Inférieure et la Corse, la quintuple élection du 17 septembre, et enfin l'élection présidentielle du 10 décembre.
Grand-officier de la Légion d'honneur en 1850, le général Piat est nommé sénateur le 27 mars 1852 : il siège silencieusement à la Chambre haute jusqu'à sa mort.

## Inscriptions sur sa tombe
Les informations suivantes viennent remémorer ce qui a disparu, effacé par le temps sur la tombe de ce général d'Empire qui participa a la grandeur de Napoléon Bonaparte. Sa tombe se trouve au cimetière de Saint-Maurice.
CI gît le Général Sénateur Baron PIAT J.P
1774 . 1862
62 ans de services 7/6 à Paris 12/4
se distingua dans le Nord NAMUR BENDOFF BIMBOUR
ITALIE passage du Garigliano et Gardiscia
En Égypte à la bataille des Pyramides et du SETENAH
BENESA au CAIRE ou il fut blessé
Il combattu en Italie de 1804 à 1807
Blessé à   GERONE en 1808 ( catalogne)
En RUSSIE de 1812 à 1813 
se distingua à NOKILENE et à MOSCOU à KRASNOV
à VIASNA au passage de la BERESINA
Blessé à BIGNY ( nord ) en 1815
Dans les événements de février 1848 
Colonel de la IX légion de la garde nationale le 3 avril 1848
Tel est ce qui était gravé et qui a disparu laissant cette gloire à l'anonyme
Honneur au Héros qui pour la grandeur de la France ont donné bien souvent leur Vie.
Tombe restaurée par les Amis du Patrimoine Napoléonien et « inaugurée » le 31 mars 1999.
Sources : sont celles des personnes qui s'occupaient du cimetière de Saint-Maurice (Val-de-Marne).

## Armoiries
| Figure | Blasonnement |
|        | Armes du baron Jean-Pierre Piat et de l'Empire D'azur, à une bannière d'or, frangée du même, en pal, la hampe sommée d'une aigle de l'Empire français et tenue par une main d'argent, en fasce, le tout acc. d'une étoile d'argent, posée au canton dextre du chef ; au canton des barons militaires brochant. - Livrées : les couleurs bleu, jaune, rouge. |